# جو ديمبسي
جوزيف ماكسويل ديمبسي (بالإنجليزية: Joe Dempsie)‏ ولد في (22 يونيو 1987), في ليفربول، إنجلترا, هو ممثل البريطاني، ومثل بدور كريس مايلز, في المسلسل التلفزيوني، بشرات (مسلسل) .